# Anna Banti
Pour les articles homonymes, voir Banti et Lopresti.
Anna Banti (née Lucia Lopresti ; Florence, 27 juin 1895 - Ronchi di Massa, 2 septembre 1985) est une historienne, critique d'art, romancière et traductrice italienne.
Elle traduisit de l'anglais de nombreux ouvrages et en particulier Les mémoires de Barry Lyndon de William Makepeace Thackeray.
Son roman le plus célèbre est Artemisia (1947), inspiré de la vie d'Artemisia Gentileschi.

## Biographie
Anna Banti épousa en 1924, l'historien de l'art italien Roberto Longhi, qu'elle avait rencontré pendant leurs études à Rome au liceo Visconti et avec qui elle créa la revue Paragone, dont elle dirigera les sections littéraires jusqu'à la mort de son  mari.
Ses nouvelles allient volontiers le fantastique et l’histoire.

« L’homme aimé est aussi et d’abord le Maître, celui auquel on sacrifie jusqu’à sa vocation, en l’occurrence l’histoire de l’art, pour la compensation dérisoire de l’écriture littéraire »

— son auto-analyse dans son récit autobiographique Un grido lacerante (1981), récit inspiré par la mort de Longhi.
Outre son roman biographique sur Artemisia Gentileschi, Anna Banti a écrit plusieurs textes de science-fiction féministe, comme Le Donne Muoiono, dont l'histoire se passe au XXIe siècle. Les hommes ont découvert une seconde mémoire qui leur permet de se rappeler leurs vies antérieures, alors que les femmes n'ont pas ce privilège et sont donc condamnées à mourir sans réincarnation. Le texte a reçu le prix Viareggio.

## Écrits

### Narratifs
- Itinerario di Paolina (1937), Rome
- Il Coraggio delle Donne (1940), Florence
- Sette Lune (1941), Milan
- Le monache cantano (1942), Rome
- Artemisia (1947), Florence, réédité en 1969 dans Due Storie et en 1974
- Le Donne Muoiono (1951), Milan
- Il Bastardo (1953), Florence
- Allarme sul Lago (1954), Milan
- La Monaca di Sciangai (1957), Milan, Prix Charles Veillon
- La casa piccola (1961), Milan
- Le mosche d'oro (1962), Milan
- Campi Elisi (1963), Milan
- Noi credevamo (1967), Milan
- Je vous écris d’un pays lointain, (1971), Milan
- La Camicia bruciata (1973), Milan
- Da un paese vicino (1975), Milan
- Un Grido Lacerante (1981) (finaliste au Premio Campiello).

### Études
- Opinioni (1961), Milan
- Matilde Serao (1965), Turin

### Histoire de l'art
- Lorenzo Lotto (1953),
- Fra Angelico (1953),
- Diego Velasquez (1955),
- Claude Monet (1956),
- Giovanni da San Giovanni, pittore della contradizione (1977).

### Auteurs traduits
- Jane Austen,
- Jack London,
- William Thackeray,
- Virginia Woolf,
- André Chastel,
- Colette,
- Alain-Fournier,
- Daniel Defoe,
- Francis Carco.